# Cocina abierta de Karlos Arguiñano
Cocina abierta de Karlos Arguiñano es un programa de televisión de cocina presentado por Karlos Arguiñano, emitido actualmente por Antena 3, con reposiciones en Nova y Hogar Útil TV-Hogarmanía. El formato ha pasado por ETB1, ETB2, La 1, La 2, Telecinco y Antena 3 con distintas denominaciones. También se han producido emisiones en paralelo del programa para el público de Argentina, durante las estadías semestrales de Arguiñano en ese país, entre 1996 y 2000, pasando por los canales ATC y Canal 13y emitiéndose a las 12:30. Actualmente, el canal argentino Volver emite reposiciones del programa.
El 13 de junio de 2023 alcanza su máximo histórico de share con el 21,3% y 1.141.000 espectadores, desde que se emite a las 13h25 en la etapa de Antena 3.

## Historia
Entre abril y julio de 1989, Karlos Arguiñano debuta en la televisión con el programa Hamalau Euskal Sukaldari: Catorce cocineros vascos, emitido por ETB1 en euskera. 
En febrero de 1990 y durante año y medio pasa a ETB2 en castellano, con la presentación del programa El menú del día. En agosto de 1991 no llega a un acuerdo para su continuidad en EITB y es sustituido en ETB2 por Pedro Subijana, ofreciéndose acto seguido a Telenorte (RTVE País Vasco), debutando en la desconexión regional de La 1 para el País Vasco con el programa El menú de cada día. A los seis meses, en marzo de 1992, salta a La 1 a nivel nacional —aunque el programa se siguió produciendo en las instalaciones de RTVE en País Vasco— y a TVE Internacional.
Además de este programa, entre 1993 y 1994, presentó un programa para enseñar cocina básica a un invitado anónimo, titulado El sábado cocino yo, antecedente del programa Hoy cocinas tú (emitido entre 2006 y 2011). En la temporada 1994-1995, este programa pasó a llamarse Los sábados con fundamento. El programa diario, desde octubre de 1993 y hasta julio de 1995, pasó a llamarse El menú de Karlos Arguiñano y entre octubre de 1995 y junio de 1996, La cocina de Arguiñano, todo en La 1.
En 1996 abandona TVE y durante cuatro años, hasta el año 2000, Arguiñano permanece seis meses en Argentina, conduciendo durante estos años el programa Karlos Arguiñano en tu cocina en ATC (1996-1997) y Canal 13 (1997-2000). Paralelamente, en enero de 1997 ficha por Telecinco, donde presenta el programa La cocina de Karlos Arguiñano hasta febrero de 1998 y entre enero de 1999 y 2000 el programa Karlos Arguiñano con mucho gusto. Durante el tiempo que no está en Telecinco, se emite el programa Cocina con fundamento de lunes a viernes, presentado por Ramón Roteta, Eva Arguiñano y Begoña Atutxa.
En el año 2000 regresa a ETB1 con el programa Otorduan, Karlos Arguiñano: En la comida, Karlos Arguiñano, donde permanece hasta 2002.
En julio de 2002 regresa a Televisión Española, primero en La 2 hasta septiembre del mismo año, y desde septiembre de 2002 hasta julio de 2004 en La 1, dentro del programa Por la mañana. Durante el verano de 2004 se desencadena un enfrentamiento entre Karlos Arguiñano, TVE y Telecinco porque Arguiñano iba a continuar su compromiso con TVE, pero debido a la tardanza del director de TVE, Juan Menor, en formalizar esta continuidad, Bainet firmó por Mediaset, donde se emitió entre septiembre de 2004 y julio de 2010, Karlos Arguiñano en tu cocina en Telecinco.
En julio de 2010, Arguiñano rompió el contrato que lo ligaba a Mediaset para firmar con el Grupo Antena 3, dejando varios programas grabados que Telecinco decidió no emitir. En esta cadena, que comenzó a emitir el programa a las 20:00 horas desde el 20 de septiembre del mismo año, se incluyó la colaboración diaria de la nutricionista Ainhoa Sánchez. A la temporada siguiente, tras la reestructuración de las tardes de la cadena, el programa pasó a emitirse a las 12:15 horas. Así, debido al éxito de audiencia que había ido cosechando en las mañanas, Antena 3 decidió renovar el contrato con el cocinero por, al menos, una temporada más.
El 14 de septiembre de 2015, Karlos Arguiñano en tu cocina cumplió 1.000 programas en Antena 3, tras cinco años en la cadena.
En 2017, el cocinero Martín Berasategui se unió al espacio. Su función es acercar la alta cocina al público.
El 9 de septiembre de 2019, el programa cambió su denominación por la de Cocina abierta de Karlos Arguiñano. Además, incorporó a su hijo Joseba Arguiñano como colaborador.
Actualmente, se emite primero en el canal de pago Hogar Útil TV-Hogarmanía y luego en Antena 3 (el programa entero y un breve espacio que resume en 5 minutos la receta del día) y luego se repite en diferentes canales pertenecientes a Atresmedia (Nova, Antena 3 Internacional o Atresplayer). También se emite fuera de España en diferentes cadenas de televisión de Hispanoamérica, una vez ya se haya emitido al menos una vez en Antena 3 y Antena 3 Internacional.
El 29 de junio de 2022, el cocinero celebró sus 7.000 programas contando desde su estreno en abril de 1989.

## Formato
Karlos Arguiñano cocina cada día un plato de temporada.
Por otro lado, Eva Arguiñano visita el programa cada semana para preparar un postre o una receta dulce. Otro colaborador semanal es Martín Berasategui, que muestra técnicas innovadoras en los fogones. Además, la nutricionista Ainhoa Sánchez presenta la información nutricional de las recetas, ofreciendo consejos sobre una alimentación sana y equilibrada, y prepara una ensalada que complemente el plato principal del día. Por su parte, Joseba Arguiñano enseña a los espectadores que tienen poco tiempo para cocinar cómo hacer platos fáciles. Cabe destacar también que Juan Mari Arzak, que colaboró entre 2002 y 2019, elaboraba productos alimenticios con técnicas novedosas y sencillas

## Equipo
- Karlos Arguiñano (1989-presente): Cocinero y presentador.
- Eva Arguiñano (1989-presente): Cocinera y repostera.
- Juan Mari Arzak (2002-2019): Cocinero.
- Ainhoa Sánchez (2010-presente): Nutricionista.
- Martín Berasategui (2017-presente): Cocinero.
- Joseba Arguiñano (2019-presente): Cocinero.